# 韩文海
韩文海（1971年1月28日—）是一名中華人民共和國已退役的足球运动员，现任大连阿尔滨足球俱乐部守门员教练。

## 职业经历
- 1994年-2000年 大连实德
- 2001年 浙江绿城
- 2002年-2004年 沈阳金德